# Torusgyugh
Torusgyugh (in armeno Թորոսգյուղ?) è un comune di 325 abitanti (2001) della provincia di Shirak in Armenia.